# Jonas Wenström
Jonas Wenström, né le 4 octobre 1855 à Hällefors dans le Västmanland et mort le 22 décembre 1893, était un ingénieur suédois.
Travaillant pour la compagnie ASEA, il a développé le système électrique triphasé pour lequel il obtint un brevet en 1890 au terme d'une bataille judiciaire contre Nikola Tesla. Il a également développé un générateur électrique de courant continu.